# Folco d'Angoulême
Folco Tagliaferro, conte d'Angoulême (... – 1087), fu conte d'Angoulême dall'1048 alla sua morte.

## Origine
Secondo la Historia Pontificum et Comitum Engolismensis, Folco era il figlio primogenito del conte d'Angouleme, Goffredo e della moglie, Petronilla d'Archiac, figlia ed unica erede di Mainardo il Ricco, signore d'Archiac e di Bouteville e della moglie, Udulgarda.
Secondo il monaco e storico, Ademaro di Chabannes, nel suo Ademari Historiarum III, Goffredo d'Angoulême era il figlio secondogenito del conte d'Angouleme, Guglielmo IV e della moglie Gerberga d'Angiò, sorella di Folco Nerra, e figlia del  Conte di Angiò, Goffredo I e di Adele di Troyes.

## Biografia
Folco compare citato assieme al fratello Guglielmo (Falconis et Vuillelmi filiorum eorum) in un documento del 1028, come firmatario di una donazione dei propri genitori; infatti, in quell'anno, secondo il documento n° 633 del Cartulaire de l'Abbaye de Savigny, suo padre, Goffredo, assieme a sua madre, Petronilla (Gaufredus et uxor mea Petronilla), fece una donazione all'abbazia di Savigny, col consenso dei genitori e del fratello, Audouino (Vuillelmi comitis Engolismensis et uxoris eius dominæ Girbergiæ patris videlicet mei et matris et domini Elduini fratris mei).
Secondo il documento n° XXV del Instrumenta della Gallia christiana, in provincias ecclesiasticas distributa, tome II, Folco assieme al padre, Goffredo, ed ai fratelli, Goffredo, Arnaldo e Mainardo (Gaufridi comitis Engolismensis, Fulconis, Gaufridi, Arnaudi, Mainardi filiorum eius.) fondarono la chiesa di Notre-Dame de Saintes.
Suo padre, Goffredo morì nel 1048, come ci viene confermato dalla Historia Pontificum et Comitum Engolismensis e, nella contea d'Angouleme gli succedette il figlio primogenito, Folco.
Due anni dopo Folco controfirmò, assieme al futuro duca d'Aquitania, Guido Goffredo di Guascogna ed ai fratelli, Guglielmo e Goffredo (Widonis ducis Aquitaniæ, Willelmi episcopi Angolismensis, suorum fratrum Fulconis comitis et Gaufredi Rudelli), la fondazione del priorato di Saint-Florent.
Secondo la Historia Pontificum et Comitum Engolismensis, Folco fu un abile guerriero che contrastò tutti coloro che cercarono di invadere la sua contea ed inoltre che ebbe un rapporto conflittuale col fratello, Guglielmo ( † 1076), che era vescovo di Angoulême dal 1040 circa.
Sempre secondo la Historia Pontificum et Comitum Engolismensis, Folco morì, in età avanzata, nel 1087 (Obiit vero in senectute bona MLXXXVII anno); potrebbe forse essere morto qualche anno dopo in quanto venne citato ancora in vita (Engolismorum consule avunculo meo Fulcone) in un documento del 1089.
Nella contea d'Angouleme gli succedette il figlio primogenito, Guglielmo.

## Matrimonio e discendenza
La Historia Pontificum et Comitum Engolismensis, riporta che Folco aveva sposato Condoha o Condor, figlia del conte d'Eu, Roberto I e della moglie, Beatrice.
 Folco da Condoha o Condor ebbe tre figli:
- Guglielmo, detto Tagliaferro ( † 1120), conte d'Angouleme[11]
- Goffredo, citato nel documento n° 97 del Cartulaire de l'abbaye de Saint-Amand-de-Boixe (non consultato)[12]
- Folco, citato nel documento n° 97 del Cartulaire de l'abbaye de Saint-Amand-de-Boixe (non consultato)[12].

## Ascendenza
|                          |   |                    | Genitori              |  |  | Nonni |  |  | Bisnonni            |  |  | Trisnonni                |  |
|                          |   |                    |                       |  |  |       |  |  | Arnoldo d'Angoulême |  |  | Guglielmo II d'Angoulême |  |
|                          |   |                    |                       |  |  |       |  |  | Arnoldo d'Angoulême |  |  | Guglielmo II d'Angoulême |  |
|                          |   | …                  |                       |  |  |       |  |  | Arnoldo d'Angoulême |  |  |                          |  |
| Guglielmo IV d'Angoulême |   |                    |                       |  |  |       |  |  | Arnoldo d'Angoulême |  |  |                          |  |
|                          |   | Raingarda          | …                     |  |  |       |  |  |                     |  |  |                          |  |
|                          |   | Raingarda          | …                     |  |  |       |  |  |                     |  |  |                          |  |
|                          |   | Raingarda          | …                     |  |  |       |  |  |                     |  |  |                          |  |
| Goffredo d'Angoulême     |   | Raingarda          |                       |  |  |       |  |  |                     |  |  |                          |  |
|                          |   | Goffredo I d'Angiò | Folco II d'Angiò      |  |  |       |  |  |                     |  |  |                          |  |
|                          |   | Goffredo I d'Angiò | Folco II d'Angiò      |  |  |       |  |  |                     |  |  |                          |  |
|                          |   | Goffredo I d'Angiò | Gerberga              |  |  |       |  |  |                     |  |  |                          |  |
| Gerberga d'Angiò         |   | Goffredo I d'Angiò |                       |  |  |       |  |  |                     |  |  |                          |  |
|                          |   | Adele di Troyes    | Roberto di Vermandois |  |  |       |  |  |                     |  |  |                          |  |
|                          |   | Adele di Troyes    | Roberto di Vermandois |  |  |       |  |  |                     |  |  |                          |  |
|                          |   | Adele di Troyes    | Adelaide di Châlon    |  |  |       |  |  |                     |  |  |                          |  |
| Folco d'Angoulême        |   | Adele di Troyes    |                       |  |  |       |  |  |                     |  |  |                          |  |
|                          | … | …                  |                       |  |  |       |  |  |                     |  |  |                          |  |
|                          | … | …                  |                       |  |  |       |  |  |                     |  |  |                          |  |
|                          | … | …                  |                       |  |  |       |  |  |                     |  |  |                          |  |
| Mainardo d'Archiac       | … |                    |                       |  |  |       |  |  |                     |  |  |                          |  |
|                          |   | …                  | …                     |  |  |       |  |  |                     |  |  |                          |  |
|                          |   | …                  | …                     |  |  |       |  |  |                     |  |  |                          |  |
|                          |   | …                  | …                     |  |  |       |  |  |                     |  |  |                          |  |
| Petronilla d'Archiac     |   | …                  |                       |  |  |       |  |  |                     |  |  |                          |  |
|                          |   | …                  | …                     |  |  |       |  |  |                     |  |  |                          |  |
|                          |   | …                  | …                     |  |  |       |  |  |                     |  |  |                          |  |
|                          |   | …                  | …                     |  |  |       |  |  |                     |  |  |                          |  |
| Udulgarda                |   | …                  |                       |  |  |       |  |  |                     |  |  |                          |  |
|                          |   | …                  | …                     |  |  |       |  |  |                     |  |  |                          |  |
|                          |   | …                  | …                     |  |  |       |  |  |                     |  |  |                          |  |
|                          |   | …                  | …                     |  |  |       |  |  |                     |  |  |                          |  |
|                          |   | …                  |                       |  |  |       |  |  |                     |  |  |                          |  |

### Fonti primarie
- (LA)  Monumenta Germaniae Historica, Scriptores, tomus IV[collegamento interrotto].
- (LA)  Ademarus Engolismensis, Historiarum Libri Tres.
- (LA)  Historia Pontificum et Comitum Engolismensis.
- (LA)  Gallia christiana, in provincias ecclesiasticas distributa, tome II.
- (LA)  Cartulaire de l'Abbaye de Savigny.
- (LA)  Histoire des comtes de Poictou et ducs de Guyenne.

### Letteratura storiografica
- Louis Halphen, "La Francia dell'XI secolo", cap. XXIV, vol. II (L'espansione islamica e la nascita dell'Europa feudale) della Storia del Mondo Medievale, 1999, pp. 770–806.